# San Juan (Batangas)
Pour les articles homonymes, voir San Juan.
San Juan est une municipalité de la province de Batangas.

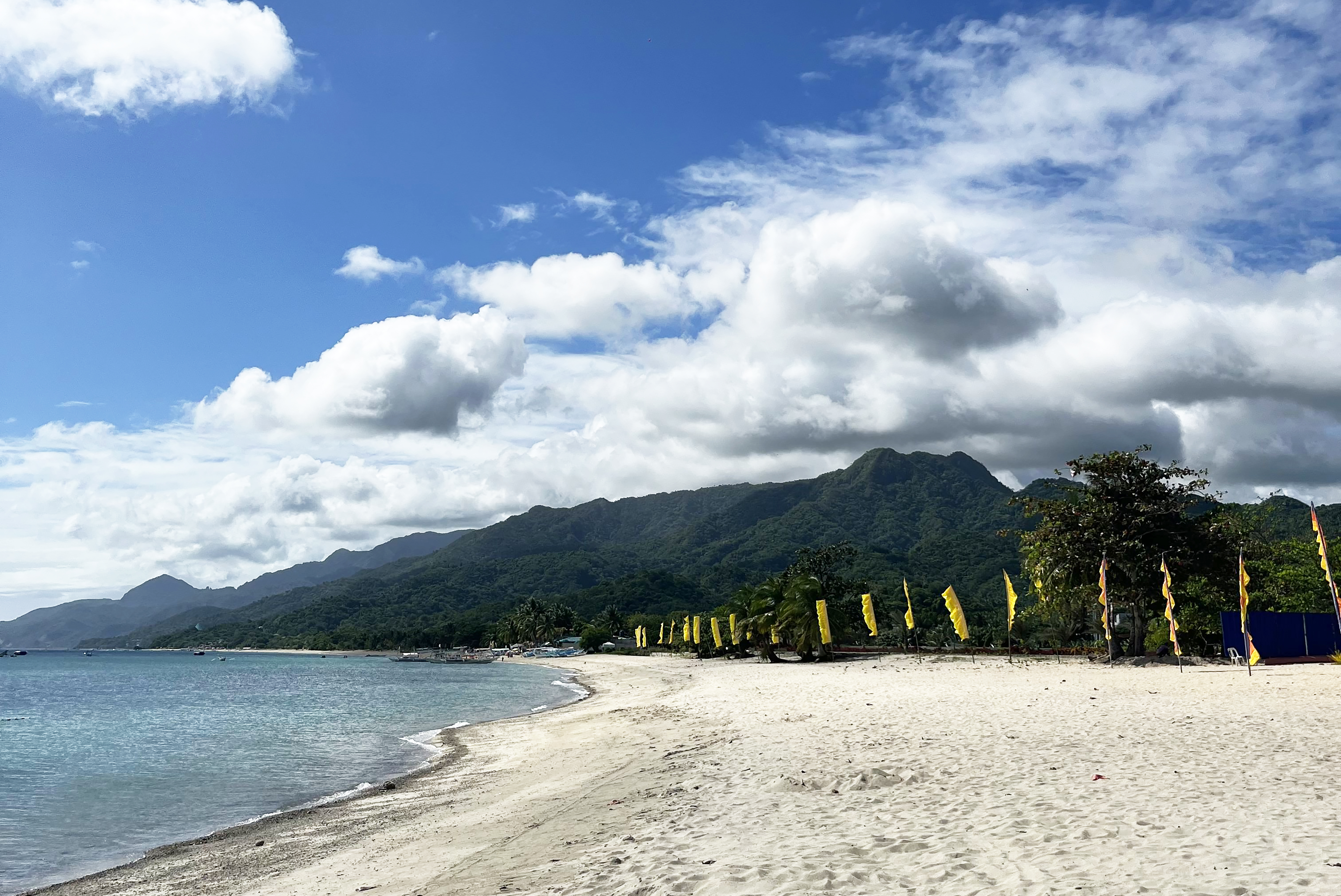
Plage de Laïya